# Pink BH
Pink BH (prije Pink Media BH) je kabelski TV kanal u Bosni i Hercegovini.